# Мвуэмба, Арнольд
Арно́льд Мвуэмба́ Макенго (фр. Arnold Mvuemba Makengo; 28 января 1985, Алансон, Франция) — французский и конголезский футболист, полузащитник.

## Карьера

### Клубная
Арнольд Мвуэмба — воспитанник футбольного клуба «Ренн». Дебютировал в первой команде «Ренна» 17 января 2004 года в матче Лиги 1 против «Сошо».
4 февраля 2006 года полузащитник забил единственный гол за время выступлений в «Ренне» (в ворота Гийома Вармю из «Монако»).
В составе «Ренна» Мвуэмба отыграл 3 с половиной сезона. В январе 2007 года полузащитник был отдан в аренду клубу Английской Премьер-лиги «Портсмут».
Мвуэмба впервые сыграл за новую команду 25 февраля 2007 года в матче с «Блэкберн Роверс».
9 апреля того же года полузащитник забил гол в ворота «Уотфорда» с передачи Гэри О’Нила
.
По окончании сезона «Портсмут» выкупил трансфер игрока. За английскую команду Арнольд Мвуэмба выступал ещё 2 сезона и в 2008 году в составе клуба стал обладателем национального кубка. В сезоне 2008/09 футболист участвовал в кубке УЕФА, сыграл на турнире 4 матча и забил гол в ворота «Вольфсбурга» 4 декабря 2008 года. По окончании сезона полузащитник вернулся в чемпионат Франции (в клуб «Лорьян»).
За «мерлузовых» Мвуэмба провёл первый матч 19 августа 2009 года в матче чемпионата против «Лилля».
Гол, забитый полузащитником в ворота ПСЖ 26 сентября 2009 года, стал первым для него в составе клуба.
За «Лорьян» Арнольд Мвуэмба выступал до своего перехода в лионский «Олимпик» в сентябре 2012 года и сыграл за команду в различных турнирах 123 матча, в которых забил 10 голов.
За «Лион» полузащитник дебютировал 16 сентября 2012 года в матче с «Аяччо».
Первый гол за команду Арнольд Мвуэмба забил 24 февраля 2013 года в ворота своего бывшего одноклубника Фабьена Одара из «Лорьяна».

### В сборной
Арнольд Мвуэмба выступал за юношеские сборные Франции до 17 и до 18 лет. В 2005—2006 годах полузащитник провёл 4 матча за молодёжную сборную. За первую сборную Франции не выступал; в 2005 году сыграл 1 матч за сборную ДР Конго.

## Статистика
| Клуб                | Сезон               | Национальный чемпионат | Национальный чемпионат | Национальный чемпионат | Национальные кубки | Национальные кубки | Континентальные кубки | Континентальные кубки | Всего | Всего |
| Клуб                | Сезон               | Лига                   | Игры                   | Голы                   | Игры               | Голы               | Игры                  | Голы                  | Игры  | Голы  |
| ------------------- | ------------------- | ---------------------- | ---------------------- | ---------------------- | ------------------ | ------------------ | --------------------- | --------------------- | ----- | ----- |
| Ренн                | 2003/04             | Лига 1                 | 8                      | 0                      | 2                  | 0                  | 0                     | 0                     | 10    | 0     |
| Ренн                | 2004/05             | Лига 1                 | 8                      | 0                      | 3                  | 0                  | 0                     | 0                     | 11    | 0     |
| Ренн                | 2005/06             | Лига 1                 | 16                     | 1                      | 4                  | 0                  | 3                     | 0                     | 23    | 1     |
| Ренн                | 2006/07             | Лига 1                 | 1                      | 0                      | 2                  | 0                  | 0                     | 0                     | 3     | 0     |
| Всего за «Ренн»     | Всего за «Ренн»     | Всего за «Ренн»        | 33                     | 1                      | 11                 | 0                  | 3                     | 0                     | 47    | 1     |
| Портсмут            | 2006/07             | Премьер-лига           | 7                      | 1                      | 0                  | 0                  | 0                     | 0                     | 7     | 1     |
| Портсмут            | 2007/08             | Премьер-лига           | 8                      | 0                      | 4                  | 0                  | 0                     | 0                     | 12    | 0     |
| Портсмут            | 2008/09             | Премьер-лига           | 6                      | 0                      | 3                  | 0                  | 4                     | 1                     | 13    | 1     |
| Всего за «Портсмут» | Всего за «Портсмут» | Всего за «Портсмут»    | 21                     | 1                      | 7                  | 0                  | 4                     | 1                     | 32    | 2     |
| Лорьян              | 2009/10             | Лига 1                 | 37                     | 2                      | 4                  | 0                  | 0                     | 0                     | 41    | 2     |
| Лорьян              | 2010/11             | Лига 1                 | 34                     | 2                      | 6                  | 0                  | 0                     | 0                     | 40    | 2     |
| Лорьян              | 2011/12             | Лига 1                 | 34                     | 4                      | 4                  | 1                  | 0                     | 0                     | 38    | 5     |
| Лорьян              | 2012/13             | Лига 1                 | 4                      | 1                      | 0                  | 0                  | 0                     | 0                     | 4     | 1     |
| Всего за «Лорьян»   | Всего за «Лорьян»   | Всего за «Лорьян»      | 109                    | 9                      | 14                 | 1                  | 0                     | 0                     | 123   | 10    |
| Лион                | 2012/13             | Лига 1                 | 11                     | 1                      | 1                  | 0                  | 0                     | 0                     | 12    | 1     |
| Всего за «Лион»     | Всего за «Лион»     | Всего за «Лион»        | 11                     | 1                      | 1                  | 0                  | 0                     | 0                     | 12    | 1     |
| Всего               | Всего               | Всего                  | 174                    | 12                     | 33                 | 1                  | 7                     | 1                     | 214   | 14    |